# Minutemen – Schüler auf Zeitreise
Minutemen – Schüler auf Zeitreise ist ein Disney Channel Original Movie aus dem Jahr 2008. Die Filmpremiere auf dem amerikanischen Disney Channel fand am 25. Januar 2008 statt. Die Erstausstrahlung sahen 6,48 Millionen Zuschauer. Die Deutsche Erstausstrahlung war am 17. Mai 2008. Im Free-TV wurde der Film am 1. Juni 2009 auf ProSieben ausgestrahlt.

## Handlung
Virgil ist ein Außenseiter an der Summerton Highschool. Während seine ehemaligen Freunde Derek und Stephanie inzwischen zu den Stars der Schule zählen, verbündet sich Virgil mit Charlie und Zeke. Um an Beliebtheit zu gewinnen, basteln die Jungs eine Zeitmaschine. Mit Hilfe der Maschine reisen sie in die Vergangenheit. Die Einsatztruppe setzt sich das Ziel, die anderen Außenseiter der Schule in letzter Sekunde vor Peinlichkeiten zu bewahren. Da sie Schneeanzüge tragen, werden sie zunächst Snowsuit Boys genannt, bis sie sich selbst Minutemen taufen. Doch schon bald wird aus dem kleinen Spaß ein Riesenabenteuer, und Geheimagenten der Regierung jagen hinter ihnen her, denn durch die Zeitmaschine haben sie ein schwarzes Loch erzeugt, das sie am Ende schließen können.

## Besetzung
| Figur                 | Darsteller        | Deutscher Sprecher   |
| --------------------- | ----------------- | -------------------- |
| Virgil Fox            | Jason Dolley      | Hannes Maurer        |
| Charlie Tuttle        | Luke Benward      | Henry Engels         |
| Zeke Thompson         | Nicholas Braun    | Patrick Roche        |
| Stephanie Jameson     | Chelsea Kane      | Marieke Oeffinger    |
| Derek Beaugard        | Steven R. McQueen | Max Felder           |
| Jeanette Pachelewski  | Kara Crane        | Gabrielle Pietermann |
| Chester               | Dexter Darden     | Benedikt Gutjan      |
| Vice Principal Tolkan | J. P. Manoux      |                      |

## Kritik
„Mix aus Science-Fiction, Superhelden-Abenteuer und Teenager-Geschichte als annehmbare, durchaus witzige Unterhaltung ohne allzu viel Tiefgang.“